# Званка (Татарстан)
Званка — деревня в Пестречинском районе Татарстана. Входит в состав Кощаковского сельского поселения.

## География
Находится в пригородной зоне Казани восточнее пересечения автодороги М7 «Волга» и Мамадышского тракта, приблизительно в 18 км к запад-северо-западу от районного центра села Пестрецы. Примыкает к селу Старое Кощаково (на востоке).

## История
Основана в первой половине XIX века переселенцами из села Кощаково.

## Население
Постоянных жителей было: в 1859 — 71, в 1897—115, в 1908—110, в 1920 — 97, в 1949—136, в 1958—124, в 1970—136, в 1979—177, в 1989—234, в 2002—381 (русские 49 %, татары 46 %), 504 в 2010.
| 2012 |
| ---- |
| 499  |